# Marquinho Alves
Marco Aurelio Pereira Alves (Machado, 20 de febrero de 1982), o simplemente Marquinho Alves, es un exfutbolista brasileño que jugaba como mediocampista izquierdo .
Marquinho Alves inició su carrera profesional en São Paulo. Jugó en varios otros clubes, como el PSV Eindhoven, club que defendió durante más tiempo en su carrera. Se consagró campeón de Río de Janeiro en 2005 con el Fluminense, siendo siempre reserva activa. También jugó en el Atlético Mineiro, cuando defendía al conjunto blanquinegro en la Série B. Entre otros clubes vistió la camiseta del Vasco da Gama, donde acabó descendiendo con el equipo. Tras meses sin equipo, fichó por Botafogo a mediados de septiembre de 2009, donde no tuvo muchas oportunidades. Acabó trasladándose al Figueirense al final de la temporada. En 2011 fue contratado por el Anapolina.
En diciembre fichó por Fortaleza, donde jugó hasta 2012, tras la finalización del Campeonato Cearense, la directiva rescindió el contrato con Marquinho. Luego de ello, fichó por el Figueirense, donde debutó el 24 de junio, en el partido contra el  Bahía, por la 7ª jornada del Campeonato Brasileño .
En 2017, Marquinho firmó su regreso al Boavista, club en el que jugó un año antes. Su último equipo fue el Rio Negro, equipo donde se retiró del futbol profesional. 

## Clubes
| Club              | País         | Año         |
| ----------------- | ------------ | ----------- |
| São Paulo         | Brasil       | 1999        |
| Alianza Lima      | Perú         | 2000        |
| PSV Eindhoven     | Países Bajos | 2000 - 2004 |
| Fluminense        | Brasil       | 2004 - 2005 |
| Paysandú          | 2005         |             |
| Atlético Mineiro  | 2006         |             |
| Guaraní           | 2007         |             |
| Vasco da Gama     | 2008         |             |
| Londrina          | 2008         |             |
| Botafogo          | 2009         |             |
| Figueirense       | 2010         |             |
| Anapolina         | 2011         |             |
| Tombense          | 2011         |             |
| Fortaleza         | 2012         |             |
| Brasiliense       | 2012         |             |
| Atlético Catalano | 2013         |             |
| Dibba Al-Hisn SC  | EAU          | 2013 - 2014 |
| Al Khaleej Club   | 2014 - 2015  |             |
| Boavista R-J      | Brasil       | 2016 - 2017 |

## Títulos
PSV
- Campeonato de Holanda : 2000 y 2001

fluminense
- Campeonato Carioca : 2005
- Copa Río: 2005

Atlético-MG
- Campeonato Brasileño - Serie B : 2006

Botafogo
- Copa Guanabara : 2009